# Paul Augustin Mayer
Paul Augustin Mayer (ur. 23 maja 1911 w Altötting, zm. 30 kwietnia 2010 w Rzymie), niemiecki duchowny katolicki, wysoki urzędnik Kurii Rzymskiej, kardynał.

## Życiorys
Wstąpił do zakonu benedyktynów (OSB) w opactwie Św. Michała w Metten, w 1931 złożył śluby zakonne (przyjął wówczas imię Augustin). Studiował na Uniwersytecie w Salzburgu, potem w Papieskim Rzymskim Athenaeum San Anselmo. Święcenia kapłańskie przyjął 25 sierpnia 1935. W latach 1937–1939 był nauczycielem w opactwie w Metten, potem (do 1966) wykładał w Athenaeum San Anselmo, gdzie pełnił także funkcję rektora; prowadził w Rzymie działalność duszpasterską, współpracował między innymi z Misyjnym Stowarzyszeniem Kobiet. Był wizytatorem seminariów szwajcarskich. W latach 1960–1962 był sekretarzem Komisji Przygotowawczej Soboru Watykańskiego II, potem sekretarzem soborowej i posoborowej komisji ds. szkół katolickich i kształcenia księży. W 1965 został mianowany delegatem kościelnym do spraw ruchu Focolari. Od 1966 do 1971 był opatem w Metten.
We wrześniu 1971 objął funkcję sekretarza watykańskiej Kongregacji Instytutów Zakonnych i Świeckich. W styczniu 1972 został mianowany arcybiskupem tytularnym Satrianum, sakry udzielił mu 13 lutego 1972 w Watykanie papież Paweł VI. 8 kwietnia 1984 objął stanowiska proprefekta dwóch kongregacji – Kongregacji Sakramentów i Kongregacji Kultu Bożego. 25 maja 1985 Jan Paweł II wyniósł go do godności kardynalskiej, z diakonią Sant'Anselmo all'Aventino; po nominacji kardynalskiej arcybiskup Mayer został pełnoprawnym prefektem obu kongregacji. Brał udział w sesjach Światowego Synodu Biskupów w Watykanie.
W ostatnich dniach pełnienia przez niego funkcji prefekta kongregacje połączono, tworząc w czerwcu 1988 Kongregację Kultu Bożego i Dyscypliny Sakramentów; na początku lipca 1988 kardynał Mayer stanął na czele Papieskiej Komisji Ecclesia Dei. Z funkcji prezydenta tego organu zrezygnował w lipcu 1991. W maju 1991 ukończył 80 lat i utracił prawo udziału w konklawe; w styczniu 1996 został promowany do rangi kardynała-prezbitera, utrzymując swoją dotychczasową diakonię na zasadzie pro hac vice. 12 grudnia 2007 po śmierci kardynała Alfonsa Sticklera został najstarszym żyjącym kardynałem.